# Semaine 17
D'après la norme ISO 8601, une semaine débute un lundi et s'achève un dimanche, et une semaine dépend d'une année lorsqu'elle place une majorité de ses sept jours dans l'année en question, soit au moins quatre. Dès lors, la semaine 17 est la semaine du dix-septième jeudi de l'année. Elle suit la semaine 16 et précède la semaine 18 de la même année.
La semaine 17 est pratiquement toujours la semaine du 26 avril, sauf exceptionnellement, dans le cas d'une année bissextile commençant un jeudi.
Elle commence au plus tôt le 19 avril et au plus tard le 26 avril.
Elle se termine au plus tôt le 25 avril et au plus tard le 2 mai.

## Notations normalisées
La semaine 17 dans son ensemble est notée sous la forme W17 pour abréger.
| Jour de la semaine 17 | Notation |
| --------------------- | -------- |
| Lundi                 | W17-1    |
| Mardi                 | W17-2    |
| Mercredi              | W17-3    |
| Jeudi                 | W17-4    |
| Vendredi              | W17-5    |
| Samedi                | W17-6    |
| Dimanche              | W17-7    |

## Cas de figure
| Cas | Le 31 décembre est… | L'année est une année… | Le dix-septième jeudi de l'année tombe… | La semaine 17 débute… | La semaine 17 s'achève… | Premier cas après 2008 |
| --- | ------------------- | ---------------------- | --------------------------------------- | --------------------- | ----------------------- | ---------------------- |
| 0   | Un vendredi         | bissextile DC          | Le 22 avril                             | Le lundi 19 avril     | Le dimanche 25 avril    | 2032                   |
| 1   | Un jeudi            | D ou ED                | Le 23 avril                             | Le lundi 20 avril     | Le dimanche 26 avril    | 2009                   |
| 2   | Un mercredi         | E ou FE                | Le 24 avril                             | Le lundi 21 avril     | Le dimanche 27 avril    | 2014                   |
| 3   | Un mardi            | F ou GF                | Le 25 avril                             | Le lundi 22 avril     | Le dimanche 28 avril    | 2013                   |
| 4   | Un lundi            | G ou AG                | Le 26 avril                             | Le lundi 23 avril     | Le dimanche 29 avril    | 2018                   |
| 5   | Un dimanche         | A ou BA                | Le 27 avril                             | Le lundi 24 avril     | Le dimanche 30 avril    | 2017                   |
| 6   | Un samedi           | B ou CB                | Le 28 avril                             | Le lundi 25 avril     | Le dimanche 1er mai     | 2011                   |
| 7   | Un vendredi         | C                      | Le 29 avril                             | Le lundi 26 avril     | Le dimanche 2 mai       | 2010                   |

1. 1 2 3  Dans ce cas, l'année compte une semaine 53.